# Один прекрасный день (фильм, 1996)
«Оди́н прекра́сный день» (англ. One Fine Day) — мелодрама 1996 года режиссёра Майкла Хоффмана с Мишель Пфайфер и Джорджем Клуни в главных ролях. Название фильма происходит от песни 1963 года «One Fine Day». Фильм номинировался на премию «Оскар» в категории «Лучшая песня к фильму». Слоган: «For the First Time».
Пфайффер выступила в качестве исполнительного продюсера фильма, который был снят совместно с ее компанией «Via Rosa Productions».

## Сюжет
Журналист Daily News Джек Тэйлор (Джорж Клуни), которому бывшая жена оставила дочку Мэгги на выходные, и архитектор Мелани Паркер (Мишель Пфайффер), одна воспитывающая сына Сэма, проводят свой обычный день. Утро началось с неприятностей. Джек и Мелани познакомились на пристани, когда они и их дети опоздали на школьную экскурсию на корабле. Детей некуда пристроить, а день у обоих очень важный. У Джека — пресс-конференция с мэром города, а Мелани нужно срочно сдавать проект заказчику. Джеку и Мелани приходится весь день передавать друг другу детей, чтобы суметь везде успеть.
Сэмми устраивает хаос в офисе Мелани игрушечными машинками, заставляя её споткнуться и сломать дисплей своего планшета. В отчаянии она отводит его в детский сад, где случайно встречает Джека, пытающегося убедить Мэгги остаться и вести себя прилично.
Поначалу они не чувствуют друг к другу ничего. Затем возникает неприязнь из-за стресса и опозданий. Постепенно, к концу тяжёлого дня, между Джеком и Мелани просыпаются чувства.

## В ролях
- Мишель Пфайффер — Мелани Паркер
- Джордж Клуни — Джек Тейлор
- Мэй Уитман — Мэгги Тейлор
- Алекс Линц — Сэмми Паркер
- Чарльз Дёрнинг — Лью
- Джон Робин Бэйц — мистер Ейтс-младший
- Эллен Грин — миссис Элейн Либерман
- Шейла Келли — Кристен

## Производство
Изначально роль Джека Тейлора должен был сыграть Кевин Костнер или Том Круз, но они отказались, и в итоге роль досталась Клуни. Съемки фильма проходили в 44 местах Манхэттена.

## Кассовые сборы
Фильм заработал в премьерный уик-энд 6,2  миллионов долларов и занял пятое место по кассовым сборам после «Бивис и Баттхед уделывают Америку», «Джерри Магуайер», «101 далматинец» и «Крик».

## Критика
На сайте-агрегаторе рецензий «Rotten Tomatoes» у фильма 53 % положительных рецензий на основе 36 отзывов со средней оценкой 5,9 из 10.
Роджер Эберт из «Chicago Sun-Times» писал: «„Кино — это история мальчиков, фотографирующих девочек“. Так утверждает Жан-Люк Годар. Я вспомнил эти слова во время просмотра „Одного прекрасного дня“, скучного фильма с очередной прекрасной игрой Мишель Пфайффер. Она делает в этом фильме все, что от нее требовал бы гораздо более качественный фильм, но сценарий ее подводит… Пфайффер выглядит, играет и звучит замечательно на протяжении всего фильма, а Джордж Клуни идеально подходит на роль романтического героя, что-то вроде облегченного варианта Мела Гибсона. Они мне понравились. Я хотел, чтобы они были вместе. Я хотел, чтобы они жили долго и счастливо. Чем скорее, тем лучше».
Рита Кемпли из «The Washington Post» пишет: «Режиссер Майкл Хоффман, чье своеобразное портфолио включает в себя исторический кинофильм «Королевская милость» и  комедийный фильм  «Мыльная пена», задает плавный темп и чередует старомодное разделение экрана с перекрестными кадрами, чтобы оживить многочисленные телефонные сцены. Если звезды не сходятся, то, конечно, все остальное не имеет значения. К счастью, Пфайффер и Клуни, который теперь официально стал кинозвездой, не только сходятся, но и испускают искры».
Кеннет Туран из «Los Angeles Times» писал: « „Один прекрасный день“ удачен в плане актерского состава. В нем не только есть Мишель Пфайффер, чей дар к подобным фильмам был заметен еще в фильмах „Замужем за мафией“ и „Знаменитые братья Бейкеры“, но он знаменует собой появление Джорджа Клуни в качестве главной романтической звезды…».